# Яйва (Пермски край)
Яйва (на руски: Яйва) е селище от градски тип в Русия, разположено в Александровски район, Пермски край. Населението му към 1 януари 2018 година е 9973 души.